# OMEG-Baureihe Hd
Die Lokomotiven der Baureihe Hd der Otavi Minen- und Eisenbahn-Gesellschaft (OMEG) waren Dampflokomotiven mit der Achsfolge 1'D1' (Mikado) für 600-mm-Schmalspur (NG steht für Narrow Gauge). Sie wurden 1912 von Henschel geliefert.
Alle sechs Achsen der Lokomotiven waren in einem außenliegenden Rahmen gelagert, wobei sich die beiden Laufachsen bei seitlicher Verschiebung auch radial einstellten. Die vordere Laufachse lag dabei direkt vor der ersten Kuppelachse hinter den Zylindern. Treib- und Kuppelstangen waren an Kurbelwangen gelagert; der Kessel war mit einem Überhitzer ausgestattet. Ein ungewöhnliches, aber auch an anderen Lokomotiven der Bahn zu findendes Merkmal waren seitliche Klappen, die das Triebwerk vor aufgewirbeltem Sand und Staub schützen sollten.
Der Schlepptender war vierachsig und fast ebenso schwer wie die Lokomotive, um die auf der langen, wasserarmen Strecke notwendigen Vorräte fassen zu können.
Nachdem Deutschland im Ersten Weltkrieg die Kontrolle über Deutsch-Südwestafrika (seit 1990 Namibia) verloren hatte, ging die Otavibahn 1922 in die Verwaltung der South African Railways (SAR, heute Spoornet) über. Die Lokomotiven behielten dabei ihre Betriebsnummern, denen zur Vermeidung von Verwechslungen mit südafrikanischen Lokomotiven nur buchmäßig ein „SW“ vorangestellt wurde. In das Klassenschema der SAR wurden die Lokomotiven nicht aufgenommen; sie wurden einfach als Class Hd bezeichnet.

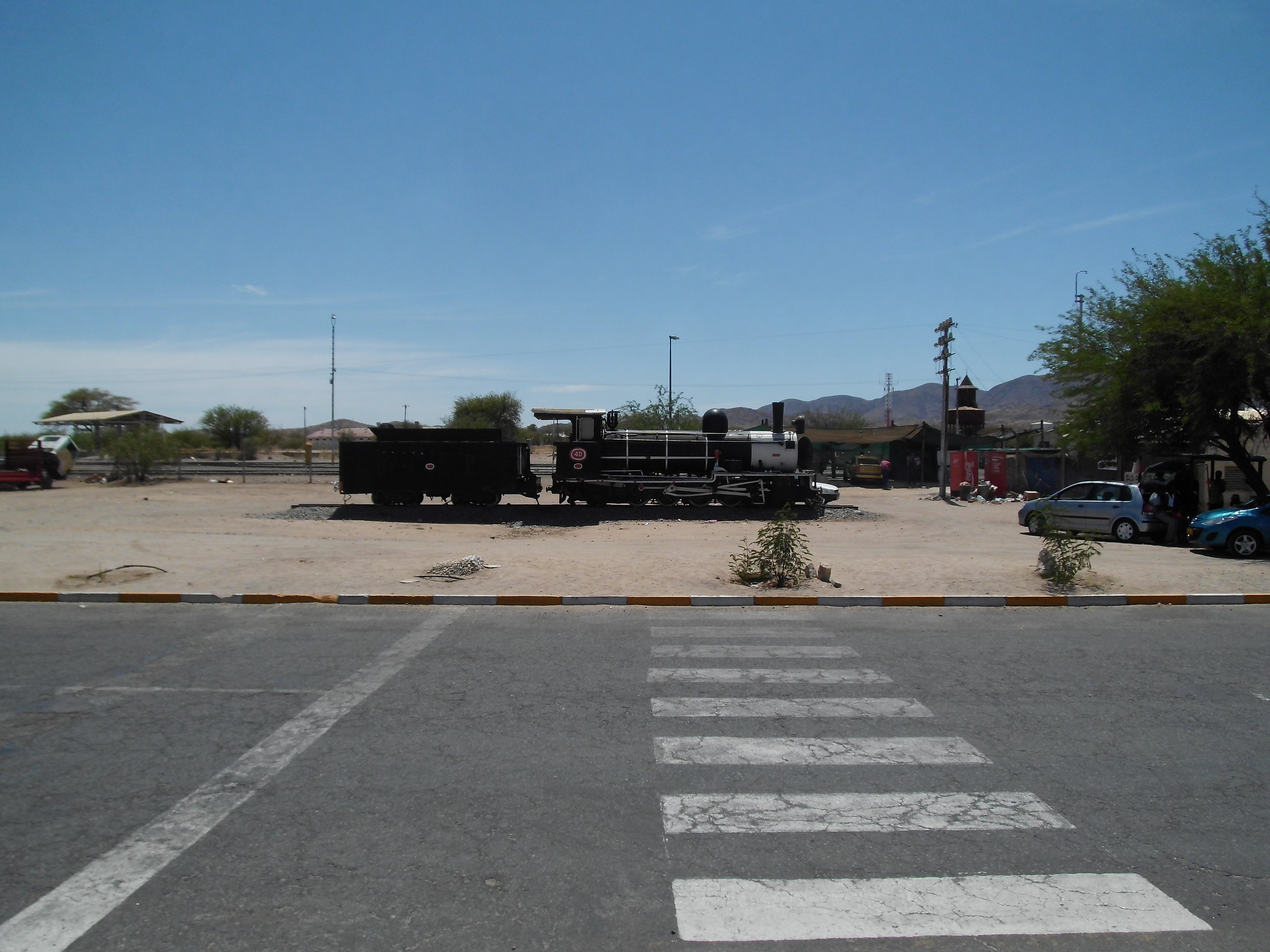
Ex OMEG-Baureihe Hd Nr. 40, umgezeichnet in SAR-Klasse NG5 Nr. 40, Usakos, Namibia (2015)

Die Lokomotiven wurden hauptsächlich auf dem Abschnitt Swakopmund–Karibib der Bahnstrecke Swakopmund–Windhoek eingesetzt und blieben bis zur Umspurung ihrer Strecke auf Kapspur im Jahr 1960 in Betrieb. Zwei Exemplare (Nr. 40 und 41) blieben erhalten, darunter eine in Usakos.
Die Baureihe Hd ist die Ausgangsbauart der 1922 beschafften Klasse NG 5 der SAR sowie der ab 1931 gebauten Klasse NG 15, die wegen ihres langen Betriebseinsatzes und ihres bis heute andauernden Einsatzes auf Touristenbahnen relativ bekannt ist. Zylindermaße, Kesseldruck und Treibraddurchmesser und damit auch die rechnerische Zugkraft waren bei allen drei Bauarten gleich.
Die OMEG-Baureihe He wurde im Jahr 1914, zwei Jahre nach der Hd-Baureihe, ausgeliefert, kam aber kriegsbedingt nie bei der OMEG zum Einsatz.